# Charops pulchripes
Charops pulchripes là một loài tò vò trong họ Ichneumonidae.